# Riacho Gado Bravo
O Riacho Gado Bravo é um riacho (um pequeno rio) brasileiro que banha o estado da Paraíba.